# Dům přírody Českého lesa
Dům přírody Českého lesa je moderní návštěvnické středisko (muzeum) se stálou expozicí Proměny krajiny v čase a informacemi o Českém lese se zdůrazněním na přírodní bohatství CHKO Český les. Je umístěn do budovy bývalé Staré pošty městyse Klenčí pod Čerchovem v okrese Domažlice v Plzeňském kraji.
Dům přírody, byl vybudován v roce 2016 městysem Klenčí pod Čerchovem a Agenturou ochrany přírody a krajiny ČR.

## Expozice
Projektovou dokumentaci zpracoval tým pražského architekta Petra Sladkého. Muzeum obsahuje vnitřní a vnější expozici. Domem přírody návštěvníky provází čáp bílý, maskot zdejší oblasti. V rámci vnitřní expozice se návštěvníci dozvědí o kolonizaci Českého lesa od 12. století, rozvoji sklářství, průmyslných změnách a dalších historických událostech, které formovali krajinu krajinou Českého lesa. Hlavní část expozice tvoří ilustrovaná diorámata, která doplňují dotykové obrazovky a film o proměně krajiny Českého lesa promítaný na plastickou mapu. Součástí budovy je i volně přístupná studovna, kde si návštěvníci mohou prohlížet a pročítat další publikace o Českém lese.
Ve venkovním prostoru si mohou návštěvníci prohlédnout zajímavé vodní prvky.

## Galerie

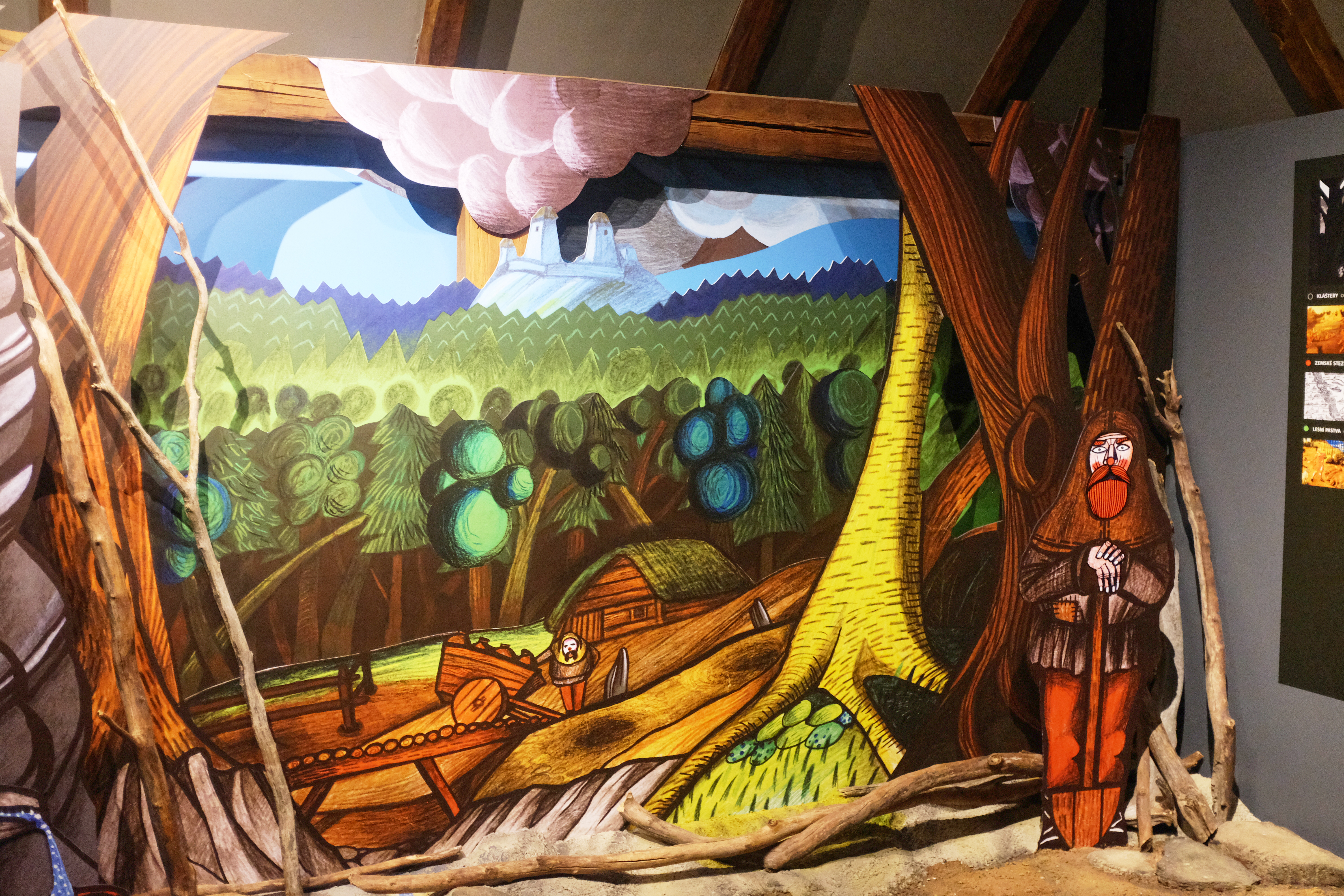
Vnitřní expozice
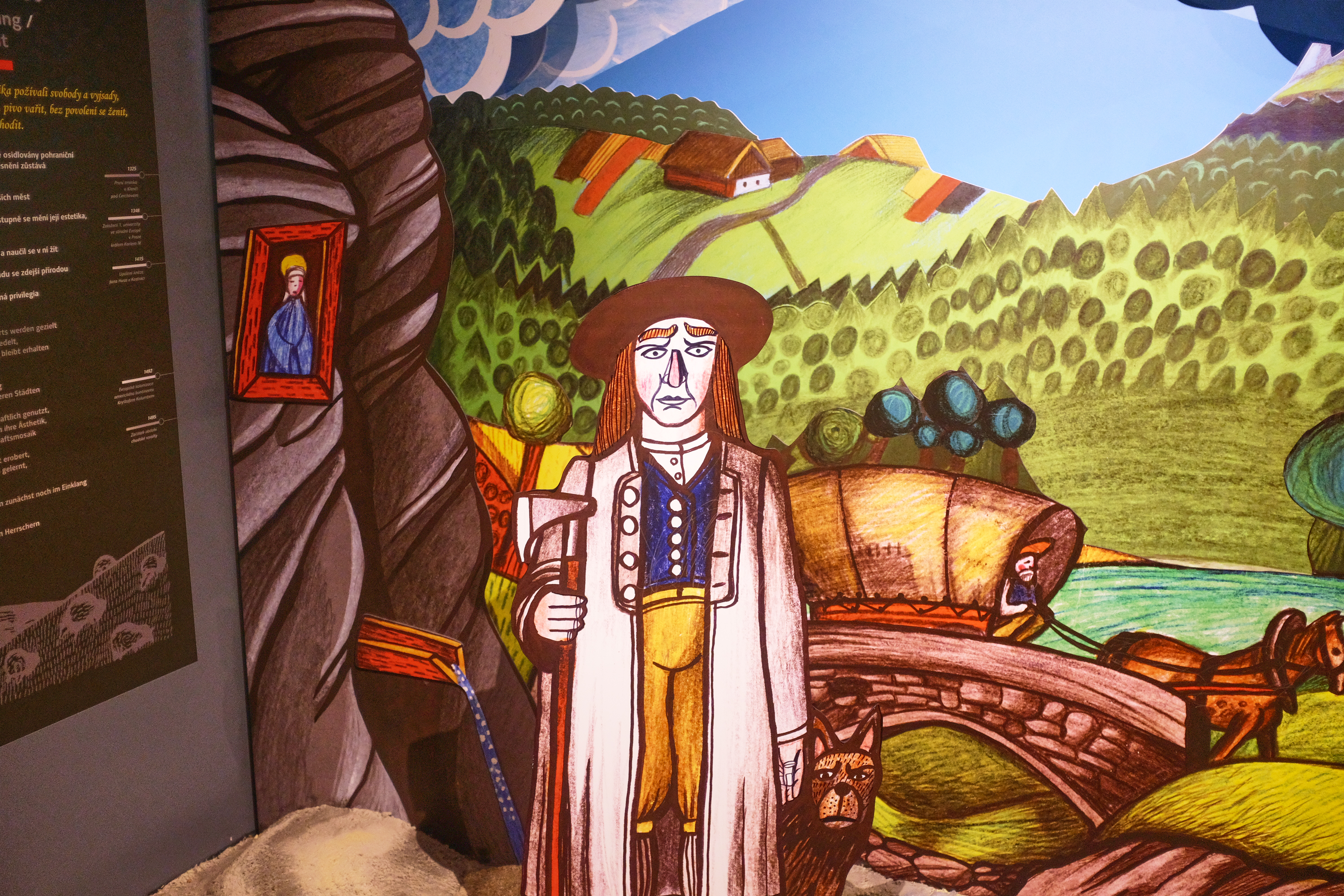
Vnitřní expozice
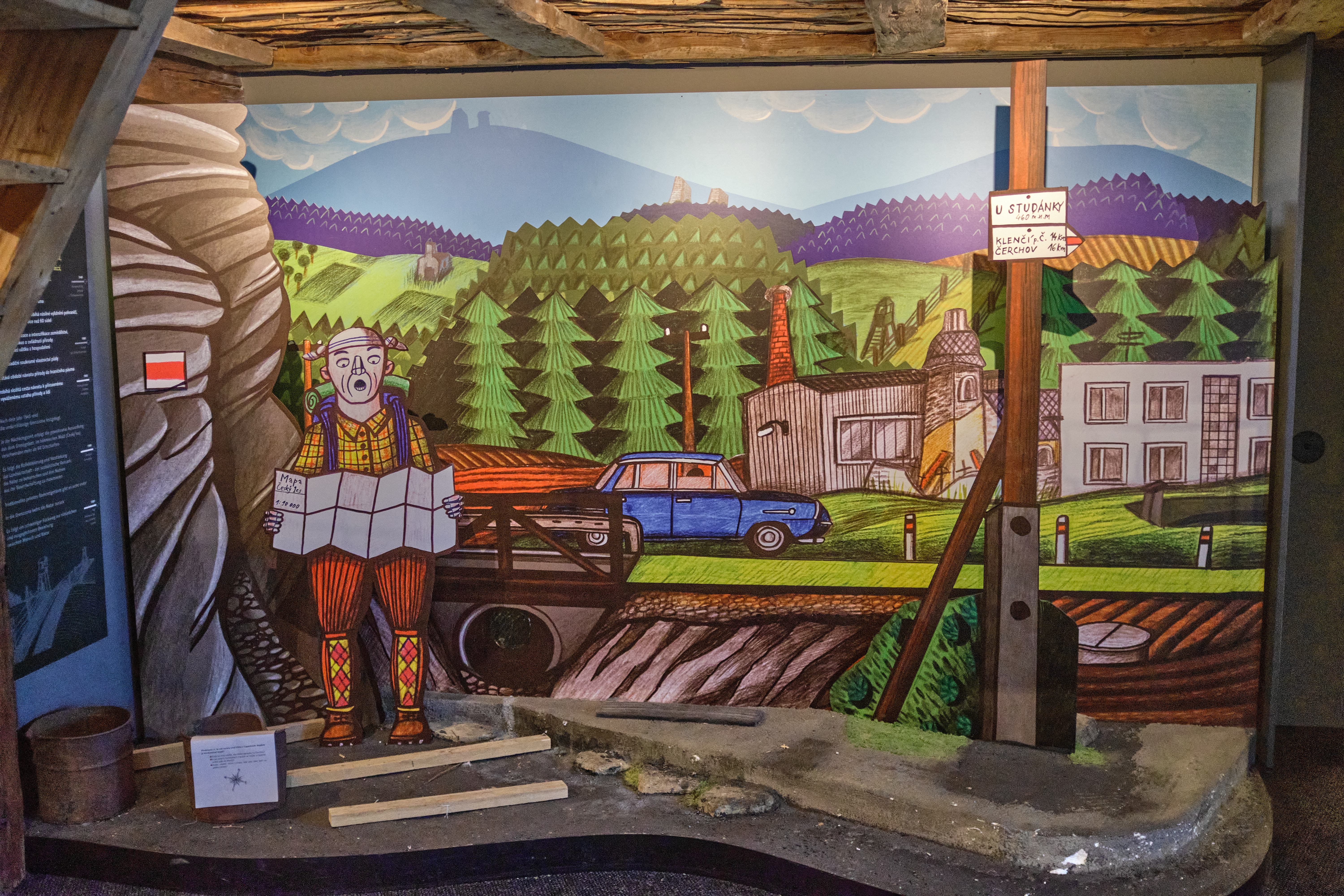
Vnitřní expozice
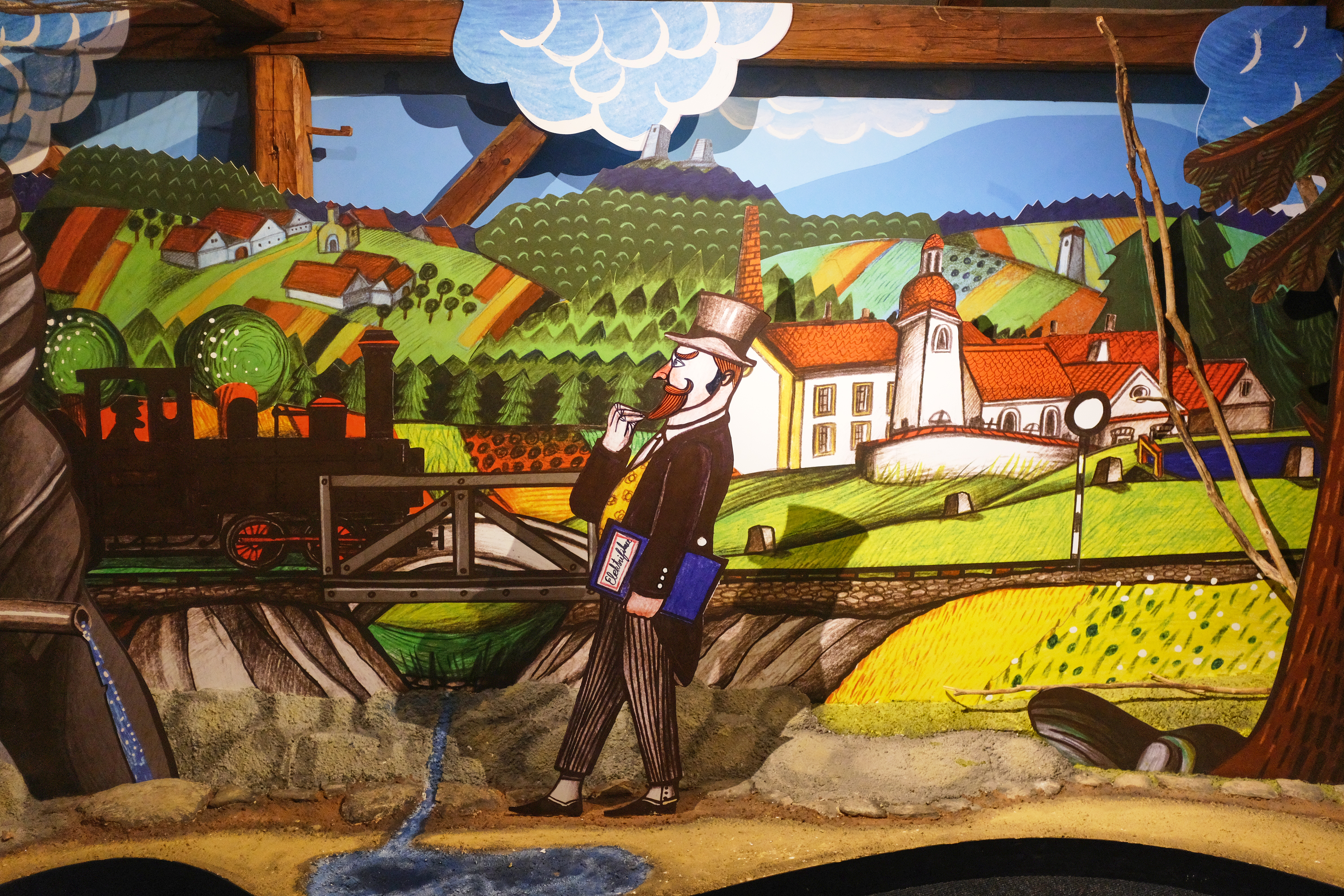
Vnitřní expozice
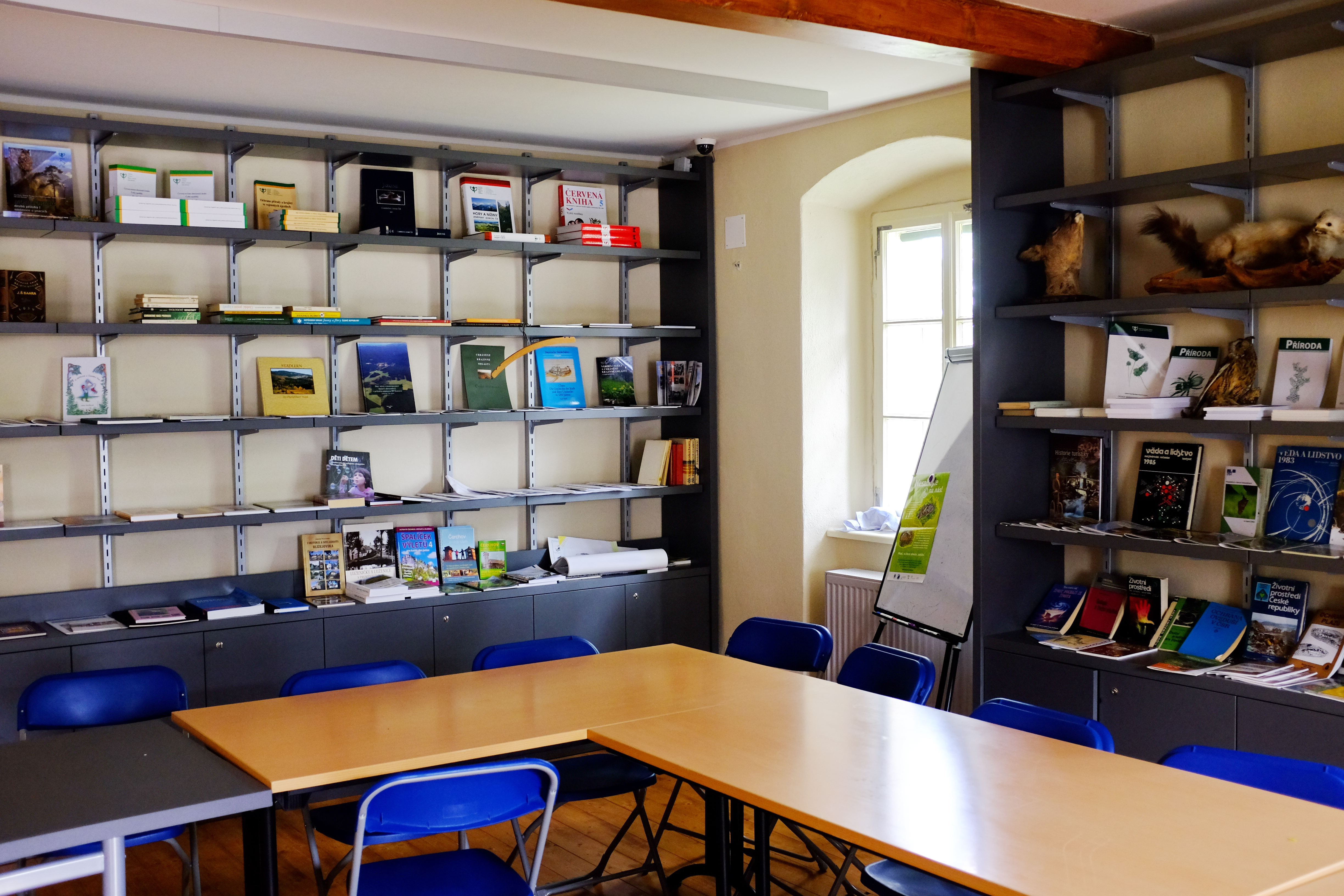
Čítárna
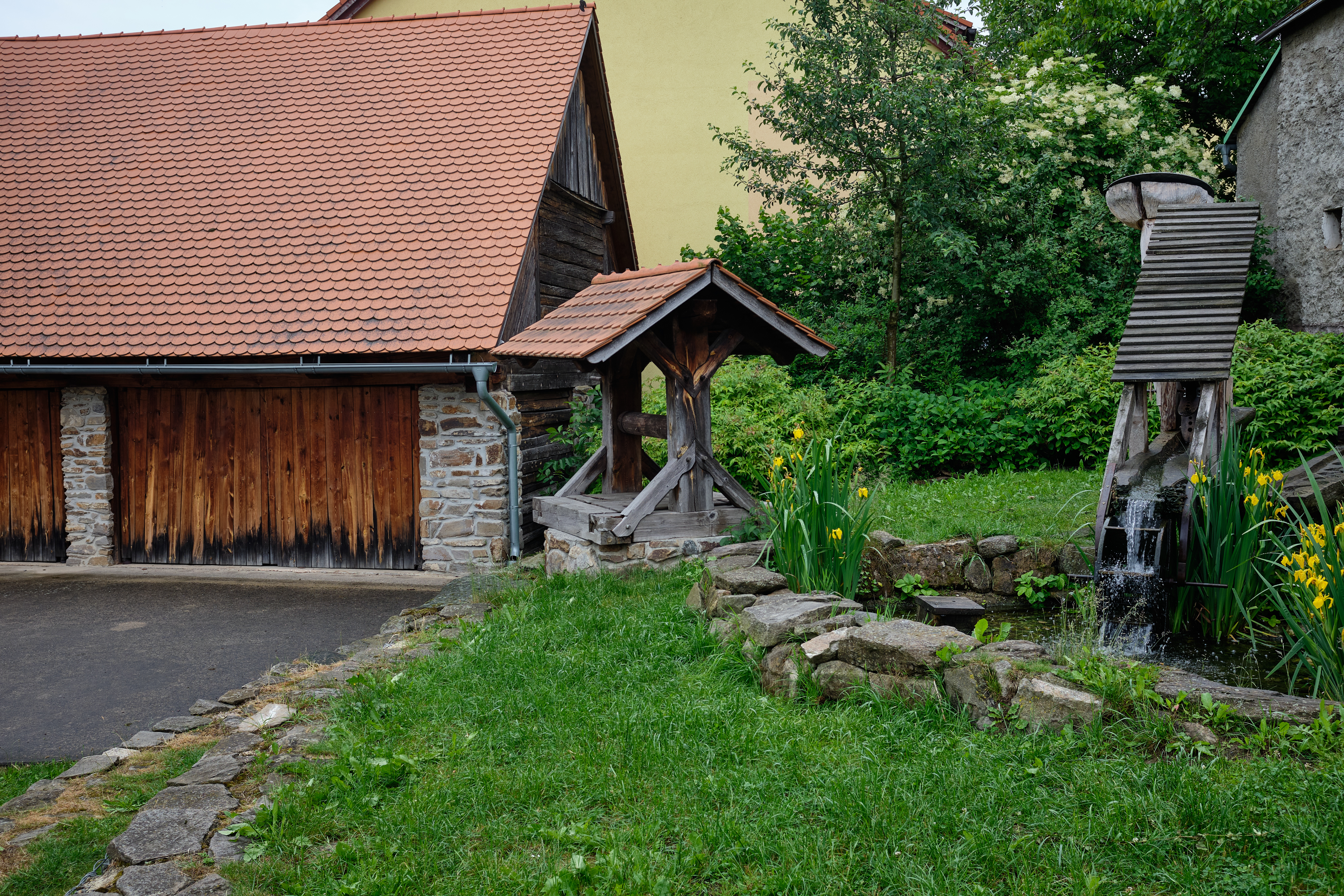
Vnější expozice